# Álex Barahona
Álex Barahona (Madrid, 23 novembre 1981) è un attore spagnolo.
È noto per partecipazione alla serie televisiva spagnola Fisica o chimica nel ruolo di Berto e per la partecipazione alla serie televisiva spagnola Los Serrano nel ruolo di Álex "el bombero" (il pompiere).